# Longtan
För andra betydelser, se Longtan (olika betydelser).
Longtan är ett stadsdistrikt i Jilin i Jilin-provinsen i nordöstra Kina.